# Саванна (тауншип, Миннесота)
Саванна (англ. Savannah) — тауншип в округе Бекер, Миннесота, США. На 2000 год его население составило 162 человека.

## География
По данным Бюро переписи населения США площадь тауншипа составляет 94,7 км², из которых 88,9 км² занимает суша, а 5,7 км² — вода (6,07 %).

## Демография
По данным переписи населения 2000 года здесь находились 162 человека, 58 домохозяйств и 48 семей. Плотность населения —  1,8 чел./км². На территории тауншипа расположено 106 построек со средней плотностью 1,2 построек на один квадратный километр. Расовый состав населения: 99,38 % белых и 0,62 % приходится на две или более других рас.
Из 58 домохозяйств в 29,3 % воспитывались дети до 18 лет, в 79,3 % проживали супружеские пары, в 3,4 % проживали незамужние женщины и в 17,2 % домохозяйств проживали несемейные люди. 13,8 % домохозяйств состояли из одного человека, при том 5,2 % из — одиноких пожилых людей старше 65 лет. Средний размер домохозяйства — 2,79, а семьи — 3,10 человека.
29,6 % населения — младше 18 лет, 4,9 % — в возрасте от 18 до 24 лет, 21,0 % — от 25 до 44, 30,9 % — от 45 до 64, и 13,6 % — старше 65 лет. Средний возраст — 41 год. На каждые 100 женщин приходилось 107,7 мужчин. На каждые 100 женщин старше 18 приходилось 90,0 мужчин.
Средний годовой доход домохозяйства составлял 32 813 долларов, а средний годовой доход семьи —  31 667 долларов. Средний доход мужчин —  33 750  долларов, в то время как у женщин — 10 417. Доход на душу населения составил 13 880 долларов. За чертой бедности находились 14,6 % семей и 20,4 % всего населения тауншипа, из которых 42,9 % младше 18 лет.